# Cazzo che bello l'amore
Cazzo che bello l'amore prodotto da Mauro Malavasi che cura gli arrangiamenti. un brano musicale del cantante italiano Luca Carboni. È il secondo singolo che anticipa l'uscita dell'album Senza titolo del 2011, trasmesso in radio dal 9 settembre.

## Registrazione
- Fonoprint, Bologna: registrazione,

## Formazione
- Luca Carboni – voce, cori
- Mauro Malavasi – pianoforte, tastiera, cori, arrangiamenti
- Antonello Giorgi – Batteria
- Enrico Capalbo – chitarra elettrica
- Ignazio Orlando – basso

## Il brano
Il brano, scritto dal cantautore milanese Ivan Menga e da Luca Carboni è un mix fra sonorità leggermente elettroniche.
La parola cazzo è stata utilizzata per accentuare il concetto dell'esplosione dell'innamoramento, l'attimo in cui avviene la scintilla dell'amore.

## Il video
Il videoclip è stato diretto da Michele Lugaresi, girato all'Isola d'Elba.
Viene reso disponibile sul canale YouTube di Luca Carboni VEVO subito con la pubblicazione del singolo.

## Tracce
Download digitale
1. Cazzo che bello l'amore

## Pubblicazioni
Il brano è stato inserito nella compilation Radio Italia Top Collection del 2011.